# Głos Polski (Toronto)
Głos – tygodnik polonijny w Toronto (Kanada). Organ prasowy Związku Narodowego Polskiego w Kanadzie. Wydawany (z małymi przerwami) od 1940. We wczesnych latach ukazywał się pod tytułem „Gazeta - Głos Polski”, następnie jako „Głos Polski”.
Zarządzeniem dyrektora Głównego Urzędu Kontroli Prasy, Publikacji i Widowisk, Władysława Chabowskiego, z 26 sierpnia 1950 czasopismo zostało pozbawione debitu komunikacyjnego i zakazano jego rozpowszechniania w Polsce Ludowej.
Okres rozkwitu gazety trwał w latach 50–80. XX wieku. Wiązało się to z przybyciem do Kanady wielu wykształconych ludzi z emigracji wojennej (po 1945) oraz napływ emigracji solidarnościowej w latach 80. XX w. W tamtym okresie obok tygodników: „Czas” (Winnipeg) i „Związkowiec” (Toronto) najpoczytniejsze pismo polskie w Kanadzie.
Z pismem związanych było wielu publicystów i twórców kultury polskiej w Kanadzie: Jadwiga Jurkszus-Tomaszewska, pisarz Adam Tomaszewski, poeta Wacław Iwaniuk, poeta i publicysta Edward Zyman (redaktor naczelny w latach 80.), poeci i publicyści: Bogumił Pacak-Gamalski, Marek Kusiba, Zofia Brodzka (administrator pisma w latach 50. XX wieku).
Od 2002 pismo oficjalnie określa się jako organ ultraprawicowej polskiej orientacji politycznej. Od 2016 roku czasopismo wychodziło jako „Głos: tygodnik dla osób myślących”, a od 2019 roku z podytyłem „tygodnik dla Polaków”.